# Lễ Phục Sinh

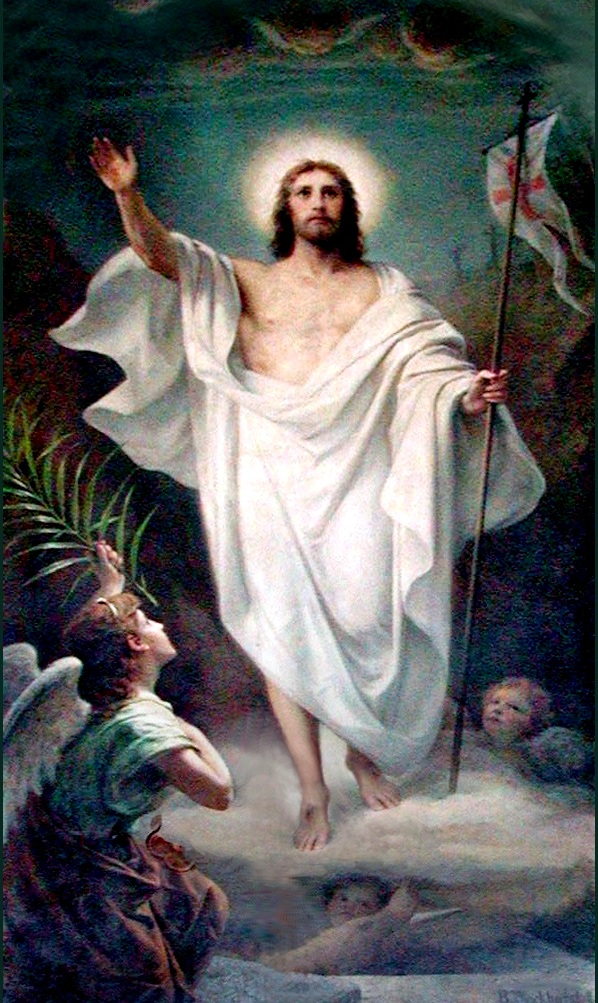
Tranh "Victory over the Grave" (Chiến thắng sự chết), của Bernhard Plockhorst, thế kỷ 19

Lễ Phục sinh thường được xem là một trong những ngày lễ quan trọng nhất trong năm của người theo Kitô giáo. Thường diễn ra vào tháng 3 hoặc tháng 4 mỗi năm để tưởng niệm sự kiện chết và Phục sinh của Giê-su từ cõi chết sau khi bị đóng đinh trên thập tự giá, được người Kitô hữu tin là đã xảy ra vào khoảng năm 30 đến năm 33. Phục Sinh cũng được dùng để chỉ một mùa trong năm phụng vụ Công giáo gọi là Mùa Phục Sinh, kéo dài đúng 50 ngày, từ Chúa Nhật Phục Sinh đến Lễ Hiện Xuống.
Lễ Phục sinh dựa nhiều vào nguồn gốc lễ Vượt qua của Do Thái giáo. Người Kitô hữu tin rằng cái chết và Sự phục sinh của Chúa Giêsu đã hoàn thành những gì mà biến cố Xuất Hành đã tiên báo: giải phóng con người khỏi tội lỗi và đưa họ vào cuộc sống trên Thiên Đàng mà Người đã trao ban.
Việc mừng Chúa Giêsu sống lại vẫn được cử hành vào mỗi ngày Chủ Nhật. Tân Ước không có đoạn nào nói về lễ Phục sinh của Kitô giáo nhưng có nói về sự Phục Sinh của Chúa Giêsu. Điều này chỉ xuất hiện vào thế kỷ thứ II. Các Giáo hội Đông phương thuộc miền Tiểu Á như Ephesus (Êphêxô), Smyrne... (từ chuyên môn Latinh gọi nhóm này là Quartodecimans = thứ 14) theo sát với truyền thống Do Thái giáo, và họ mừng lễ Phục sinh theo ngày 14 tháng Nisan, cho dù ngày này rơi vào một ngày trong tuần chứ không bắt buộc phải là ngày Chủ nhật. Họ tưởng niệm ngày Chúa Giêsu chịu chết.
Ngược lại Giáo hội Tây phương tại Rôma, Palestine, Ai Cập, Hy Lạp và xứ Gaule (Pháp) lại mừng Lễ Phục sinh vào ngày Chủ nhật vì tin rằng Chúa Giêsu sống lại ngày Chủ nhật. Ngày Chủ nhật này có thể rơi vào ngày 14 Nisan của Do Thái, hay là Chủ nhật kế tiếp nếu như ngày 14 Nisan không là một ngày Chủ nhật. Một tuần lễ trước lễ Phục Sinh, được gọi là Tuần Thánh, tính từ ngày Chúa nhật Lễ Lá (hay Chúa nhật Thương Khó) cho đến hết ngày Thứ bảy Tuần Thánh (hay Canh thức Vượt Qua). Lễ Phục Sinh ngày thứ hai cũng là ngày lễ tại nhiều quốc gia Âu Mỹ.

## Bối cảnh
Chúa Giêsu cùng các môn đồ lên thành Jerusalem vào dịp Lễ Vượt Qua (Passover), ông vào Đền thờ Jerusalem và được người dân đón tiếp bằng lá cây lót đường và vẫy mừng (nay gọi là Chúa nhật Lễ Lá). Vào ngày thứ năm (nay là ngày Thứ năm Tuần Thánh), Chúa Giêsu thực hiện nghi thức rửa chân các môn đồ và dùng bữa ăn cuối cùng (bữaTiệc Ly) với các tông đồ. Buổi tối hôm đó, Chúa Giêsu bị bắt giữ theo lệnh của Toà Công luận (Sanhedrin) bởi viên Thượng tế Joseph Caiaphas. Trong bóng đêm của khu vườn Getsemani ở ngoại ô Jerusalem, lính La Mã nhận diện Chúa Giêsu nhờ cái hôn của Judas Iscariot, một tông đồ đã phản ông để nhận được tiền thưởng.
Tòa công luận cáo buộc Chúa Giêsu tội phạm thượng và giao ông cho các quan chức Đế quốc La Mã để xin án tử hình, không phải vì tội phạm thượng nhưng vì cáo buộc xúi giục nổi loạn. Dưới áp lực của giới lãnh đạo tôn giáo Do Thái, Tổng đốc Pontius Pilate (Philatô) miễn cưỡng ra lệnh đóng đinh Chúa Giêsu vào ngày thứ sáu (nay là lễ Thứ Sáu Tuần Thánh). Theo các sách Phúc Âm, một tấm bảng có hàng chữ viết tắt INRI (của câu: "Giêsu người Nazareth, vua dân Do Thái") được treo trên thập tự giá theo lệnh của Pilate (Philatô). Chúa Giêsu bị buộc phải tự vác thập tự giá lên đồi Golgotha, nơi Người bị đóng đinh và chết. Ngày nay, địa điểm bị đóng đinh và nơi an táng được cho là nằm trong Nhà thờ Mộ Thánh ở Giêrusalem.
Các Kitô hữu tin rằng Chúa Giêsu sống lại vào ngày chủ nhật, ba ngày sau khi chết trên thập tự giá. Các phụ nữ, trong số đó có bà Maria Magdalena đến thăm mồ nhưng chỉ thấy ngôi mộ trống rỗng. Sự kiện này được đề cập đến theo thuật ngữ Kitô giáo là Sự phục sinh của Chúa Giêsu, được cử hành hằng năm vào ngày Lễ Phục Sinh. 
Các sách Phúc Âm và Công vụ tông đồ đều ghi nhận rằng Chúa Giêsu đã gặp lại các môn đệ tại các nơi khác nhau trong suốt bốn mươi ngày sau khi sống lại, và sau đó về trời (nay là Lễ Thăng Thiên). Ngày thứ 50 kể từ sau sự kiện Phục sinh, Chúa Thánh Thần hiện xuống với các tông đồ và loan báo tin mừng, theo Tân Ước, ngày này cũng được xem là ngày khai sinh ra Giáo hội.

## Ngày của Lễ Phục Sinh

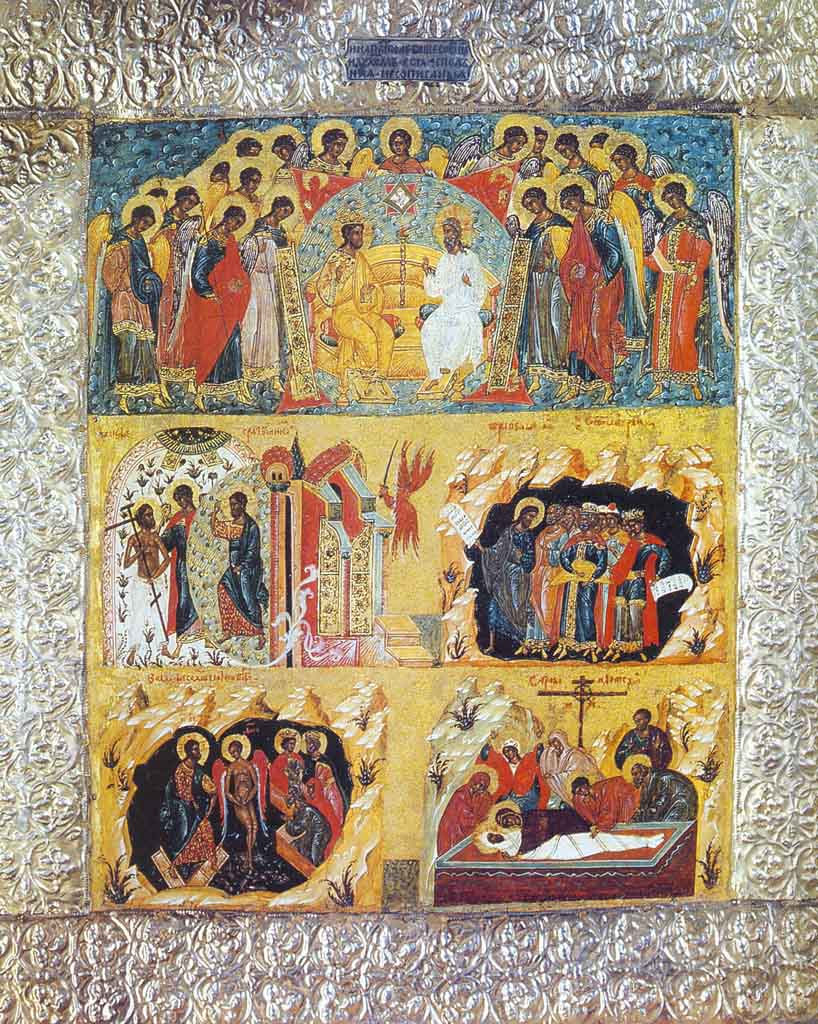
Tranh vẽ biểu tượng của chính thống giáo Nga mô tả câu chuyện Phục Sinh.

Trong Kitô giáo Tây phương, ngày Lễ Phục Sinh luôn luôn rơi vào một Chủ nhật giữa 22 tháng 3 và 25 tháng 4. Ngày kế tiếp, Thứ hai, được công nhận là ngày nghỉ Lễ chính thức của hầu hết các quốc gia có truyền thống Kitô giáo, nhưng không được quy định tại Hoa Kỳ, ngoại trừ trước kia ở một số tiểu bang, tất cả đã được bãi bỏ từ thập niên 1980.
Lễ Phục Sinh và các ngày nghỉ liên hệ tới nó là những ngày lễ di động, tức chúng không rơi vào một ngày cố định trong lịch Gregory hay lịch Julius (là những lịch dựa theo sự vận hành của mặt trời và mùa). Thay vào đó nó dựa trên lịch Mặt Trăng tương tự – nhưng không giống hệt – lịch Do Thái. Ngày chính xác của lễ Phục Sinh thường vẫn còn là đề tài tranh luận.
Vào Công đồng Nicaea thứ nhất năm 325, Lễ Phục Sinh được quyết định tổ chức vào cùng một chủ nhật trên toàn giáo hội, nhưng có lẽ chưa có phương pháp nào được chỉ định bởi Công đồng (không may là hiện không tìm thấy nguyên văn các quyết định của Công đồng). Thay vào đó, việc chọn ngày dường như tham khảo từ giáo hội ở Alexandria, một thành phố nổi danh về sự thông thái vào lúc đó. Thành phố này tổ chức Lễ Phục Sinh vào chủ nhật đầu tiên sau ngày thứ 14 đầu tiên của tháng âm lịch xảy ra vào hoặc sau 21 tháng 3. Trong suốt thời Trung Cổ, cách tính này được diễn đạt ngắn gọn là Lễ Phục Sinh xảy ra vào chủ nhật đầu tiên sau ngày trăng tròn đầu tiên vào hoặc sau ngày xuân phân. Giáo hội Công giáo Rôma dùng cách riêng để tính ngày Phục Sinh cho đến thế kỉ 6, sau đó có lẽ họ chuyển sang phương pháp Alexandria khi đổi sang lịch Julius bởi Dionysius Exiguus (không có bằng chứng rõ ràng về việc này cho đến thế kỉ 9). Hầu hết giáo hội trên các đảo Anh dùng phương pháp Rôma cuối thế kỉ 3 cho đến khi họ áp dụng cách tính Alexandria vào Công đồng Whitby năm 664. Các giáo hội trên lục địa châu Âu ở phía tây dùng cách tính Rôma đến cuối thế kỉ 8 trong triều đại Charlemagne, và cuối cùng họ cũng chuyển sang dùng phương pháp Alexandria. Vì các giáo hội Tây phương hiện nay dùng lịch Gregory để tính ngày, còn các giáo hội Chính thống Đông phương dùng lịch Julius, nên ngày Lễ Phục Sinh của họ thường không trùng nhau.
Tại hội nghị thượng đỉnh ở Aleppo, Syria năm 1997, Hội đồng các giáo hội thế giới đề nghị cải cách phương pháp tính ngày Lễ Phục Sinh dựa trên các tính toán theo quan sát thiên văn trực tiếp; điều này giúp loại bỏ khác biệt giữa các giáo hội Tây phương và Đông phương. Cải cách này được đề nghị áp dụng từ năm 2001, nhưng cuối cùng nó không được các thành viên sử dụng.

## Vị trí trong năm phụng vụ
Việc mừng Chúa Giêsu sống lại vẫn được cử hành vào mỗi ngày Chủ Nhật. Tân Ước có nói về sự phục sinh của Chúa Giêsu nhưng không có đoạn nào nói về kỷ niệm ngày Lễ Phục sinh của Kitô giáo. Điều này chỉ xuất hiện vào thế kỷ thứ hai. Các Giáo hội Đông phương thuộc miền Tiểu Á như Ephesus (Êphêxô), Smyrne... (từ chuyên môn Latinh gọi nhóm này là Quartodecimans = thứ 14) theo sát với truyền thống Do Thái giáo, và họ mừng Lễ Phục sinh vào ngày tiếp theo ngày Sa-bát và ngày 15 tháng Nisan - Lễ Bánh Không Men, tức ngày Chủ nhật sau ngày 15 tháng Nisan. Họ mừng ngày Chúa sống lại theo cách mà Chúa và các Tông đồ đã làm gương. Giáo hội Tây phương không giữ theo cách truyền thống mà đã biến đổi cách thức do đã ảnh hưởng bởi các dị giáo La Mã.
Ngược lại Giáo hội Tây phương tại Rôma, ở Palestine, Ai Cập, Hy Lạp và xứ Gaule (Pháp) lại mừng Lễ Phục sinh vào ngày Chủ nhật vì tin rằng Người sống lại ngày Chủ nhật. Ngày Chủ nhật này có thể rơi vào ngày 14 Nisan của Do thái, hay là Chủ nhật kế tiếp nếu như ngày 14 Nisan không là một ngày Chủ nhật.
Cuộc tranh cãi về việc mừng Lễ Phục sinh chứng giám việc cử hành phụng vụ đa dạng tại các vùng khác nhau và nêu lên sự hiểu biết khác biệt về Lễ Phục sinh. Khi mừng Lễ Phục sinh vào ngày 14 Nisan, các giáo hội Đông phương cũng mừng Chúa Giêsu chết và sống lại, nhưng họ đánh dấu trọng tâm vào cái chết của ông, trong khi đó bên Tây Phương nhấn mạnh vào sự sống lại của ông.
Cuộc tranh luận suýt gây ra đổ vỡ giữa hai bên. Vào năm 192, Giáo hoàng Victor I quyết định ra vạ tuyệt thông các Giáo hội miền Tiểu Á. Thánh Irênê can thiệp ôn hoà và giáo hoàng này đã rút lại vạ tuyệt thông.
Tại Công đồng Nicêa năm 325 do hoàng đế Constantin triệu tập, các Giáo hội Kitô giáo đồng ý tách biệt lễ Vượt qua Do Thái giáo và Lễ Phục sinh Kitô giáo. Các nghị phụ chấp thuận mừng lễ Phục sinh vào ngày Chúa nhật tiếp theo tuần trăng tròn (14 Nisan) sau ngày xuân phân.

### Kitô giáo Tây phương

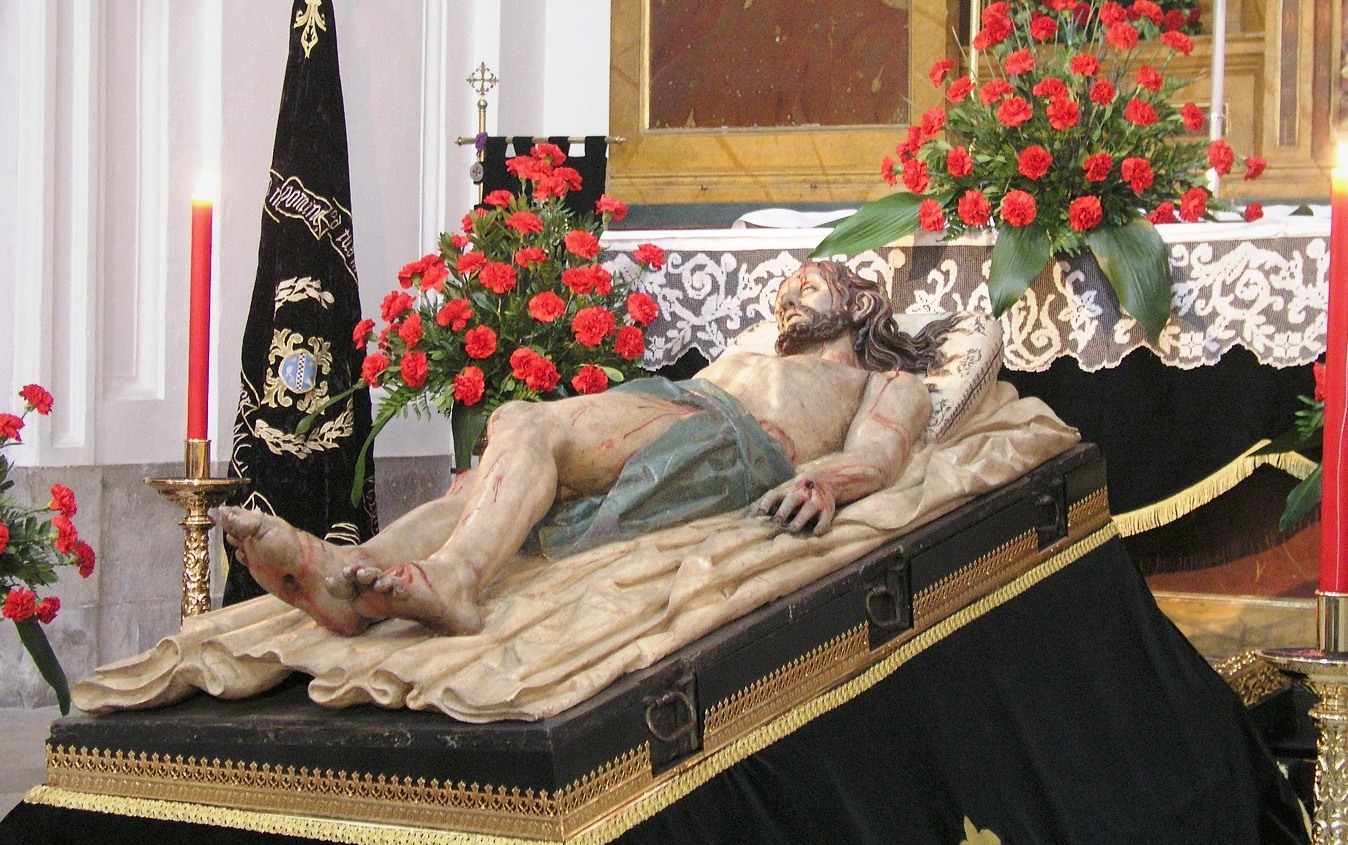
Tượng Giêsu nằm trong nhà mồ, của Gregorio Fernández, thế kỷ 17 (lưu trữ tại Tu viện San Joaquín y Santa Ana, Valladolid)

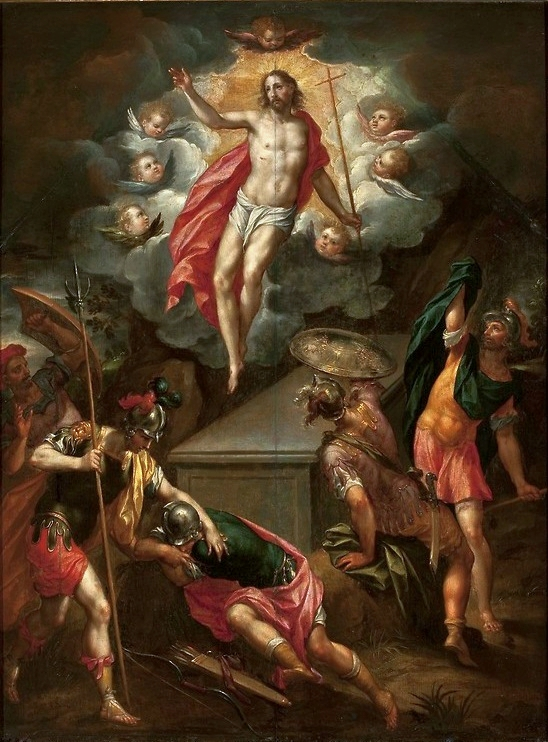
Sự Phục sinh, tranh vẽ của Hans Rottenhammer, thế kỷ 16

Trong Kitô giáo Tây phương, lễ Phục Sinh đánh dấu việc kết thúc 40 ngày chay tịnh – giai đoạn ăn kiêng và sám hối để chuẩn bị cho lễ Phục Sinh bắt đầu vào Thứ tư Lễ Tro và chấm dứt vào khuya Thứ bảy Tuần Thánh.
Tuần trước ngày Phục Sinh là tuần rất đặc biệt trong truyền thống Kitô giáo gọi là Tuần Thánh: Chủ Nhật trước đó là Chúa nhật Lễ Lá, và ba ngày cuối cùng trước ngày Phục Sinh gọi là Tam Nhật Thánh, bao gồm: Thứ năm Tuần Thánh (Thứ năm Rửa Chân), Thứ sáu Tuần Thánh (Thứ sáu Tốt Lành) và Thứ bảy Tuần Thánh (Thứ bảy Yên Tĩnh). Chúa nhật Lễ Lá, Thứ năm Tuần Thánh và Thứ sáu Tuần Thánh tập chú và việc tưởng nhớ đến các sự kiện Chúa Giêsu vào thành Jerusalem, bữa Tiệc Ly và Chúa Giêsu bị đóng đinh trên thập tự giá. Thứ sáu Tuần Thánh, Thứ bảy Tuần Thánh và Chúa nhật Phục Sinh đôi khi được gọi là Tam Nhật Phục Sinh (hay Tam Nhật Vượt Qua). Ở một số nước, lễ Phục Sinh kéo dài 2 ngày, với ngày thứ hai gọi là "Thứ hai Phục Sinh". Nhiều giáo hội bắt đầu lễ Phục Sinh vào cuối buổi tối ngày Thứ bảy Tuần Thánh với lễ Vọng Phục Sinh hay Canh thức Vượt Qua.
Mùa Phục Sinh bắt đầu từ Chúa Nhật Phục Sinh và kéo dài đến lễ Hiện xuống vào 50 ngày sau đó. Trong Kitô giáo Tây phương, ngày lễ Phục Sinh tất cả rơi vào một Chủ nhật giữa 22 tháng 3 và 25 tháng 4. Ngày kế tiếp, Lễ Phục Sinh ngày thứ hai, được công nhận là ngày nghỉ lễ chính thức của hầu hết các quốc gia có truyền thống Kitô giáo, nhưng không được quy định tại Hoa Kỳ, ngoại trừ trước kia ở một số tiểu bang, tất cả đã được bãi bỏ từ những năm 1980. Lễ Phục Sinh và các ngày nghỉ liên hệ tới nó là những ngày lễ di động, tức là chúng không rơi vào một ngày cố định trong lịch Gregorian hay lịch Julian (là những lịch dựa theo sự vận hành của mặt trời và mùa). Thay vào đó nó dựa trên lịch Mặt Trăng tương tự — nhưng không giống hệt — lịch Do Thái. Ngày chính xác của lễ Phục Sinh thường vẫn còn là đề tài tranh luận.Vào Công đồng Nicaea thứ nhất năm 325, lễ Phục Sinh được quyết định tổ chức vào cùng một Chủ nhật trên toàn giáo hội, nhưng có lẽ chưa có phương pháp nào được chỉ định bởi Công đồng (không may là hiện không tìm thấy nguyên văn các quyết định của Công đồng). Thay vào đó, việc chọn ngày dường như tham khảo từ giáo hội ở Alexandria, một thành phố nổi danh về sự thông thái vào lúc đó. Thành phố này tổ chức lễ Phục Sinh vào Chủ nhật đầu tiên sau ngày thứ 14 đầu tiên của tháng âm lịch xảy ra vào hoặc sau 21 tháng 3. Trong suốt thời Trung Cổ, cách tính này được diễn đạt ngắn gọn là Lễ Phục Sinh xảy ra vào Chủ nhật đầu tiên sau ngày trăng tròn đầu tiên vào hoặc sau ngày xuân phân. Giáo hội Công giáo Rome dùng cách riêng để tính ngày Phục Sinh cho đến thế kỉ 6, sau đó có lẽ họ chuyển sang phương pháp Alexandria khi đổi sang lịch Julius bởi Dionysius Exiguus (không có bằng chứng rõ ràng về việc này cho đến thế kỉ 9). Hầu hết giáo hội trên các đảo Anh dùng phương pháp Rome cuối thế kỉ 3 cho đến khi họ áp dụng cách tính Alexandria vào Công đồng Whitby năm 664. Các giáo hội trên lục địa châu Âu ở phía Tây dùng cách tính Rôma đến cuối thế kỉ 8 trong triều đại Charlemagne, và cuối cùng họ cũng chuyển sang dùng phương pháp Alexandria. Vì các giáo hội Tây phương hiện nay dùng lịch Gregory để tính ngày, còn các giáo hội Chính thống Đông phương dùng lịch Julius, nên ngày lễ Phục Sinh của họ thường không trùng nhau.
Tại hội nghị thượng đỉnh ở Aleppo, Syria năm 1997, Hội đồng các giáo hội thế giới đề nghị cải cách phương pháp tính ngày lễ Phục Sinh dựa trên các tính toán theo quan sát thiên văn trực tiếp; điều này giúp loại bỏ khác biệt giữa các giáo hội Tây phương và Đông phương. Cải cách này được đề nghị áp dụng từ năm 2001, nhưng cuối cùng nó không được các thành viên sử dụng.Ngoài những truyền thống tôn giáo có liên quan đến hoạt động kỷ niệm sự phục sinh của chúa Jesus, người theo Kitô giáo còn có truyền thống trao nhau những quả trứng Phục sinh, thường được làm từ chocolate. Trứng là biểu tượng từ xưa về sự sinh sản. Có một truyền thống là vào buổi sáng lễ Hiện xuống (một phần của lễ Phục sinh), người ta thức dậy sớm để ngắm mặt trời lên và dùng bữa trưa đặc biệt, như tổ chức một chuyến dã ngoại cho cả gia đình.

### Kitô giáo Đông phương

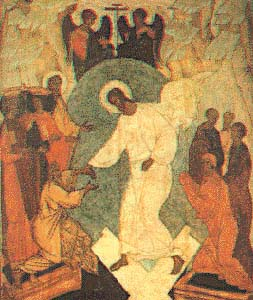
Biểu tượng Phục Sinh của Chúa Giêsu Kitô của Giáo hội Chính thống Nga vào thế kỉ 16

Trong Kitô giáo Đông phương, sự chuẩn bị bắt đầu với mùa Đại Chay. Theo sau chủ nhật thứ năm của mùa Đại Chay là Tuần Lá, kết thúc vào Thứ Bảy Lazarus. Thứ Bảy Lazarus chính thức bế mạc mùa Đại Chay, mặc dù việc ăn kiêng vẫn tiếp tục cho tuần kế tiếp đó. Sau Thứ Bảy Lazarus đến Chúa Nhật Lá, Tuần Thánh và cuối cùng là lễ Phục Sinh hay lễ Vượt Qua (Pascha, Πασχα), và việc ăn kiêng chấm dứt ngay sau Phụng Vụ Thánh (Divine Liturgy). Lễ Phục Sinh theo ngay sau Tuần Sáng (Bright Week), không ăn kiêng trong tuần này kể cả thứ tư và thứ sáu.
Phụng Vụ Thánh Vượt Qua nói chung diễn ra vào khoảng nửa đêm, vào sáng sớm của ngày Vượt Qua. Việc đặt Phụng Vụ Thánh Vượt Qua vào nửa đêm bảo đảm rằng không có Phụng Vụ Thánh khác vào buổi sáng, khiến lễ này trở thành "Lễ của mọi lễ" trong năm phụng vụ.

## Phong tục và lễ nghi

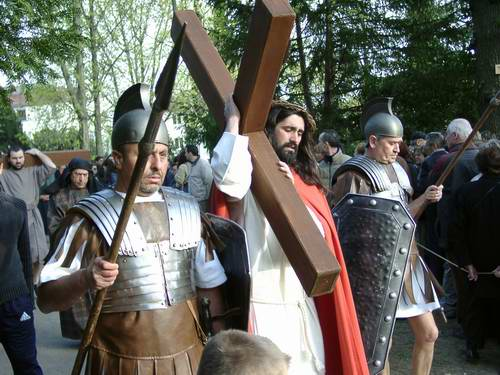
Phục dựng Đàng Thánh Giá và Cuộc thương khó của Giêsu tại Stuttgart, Đức năm 2004

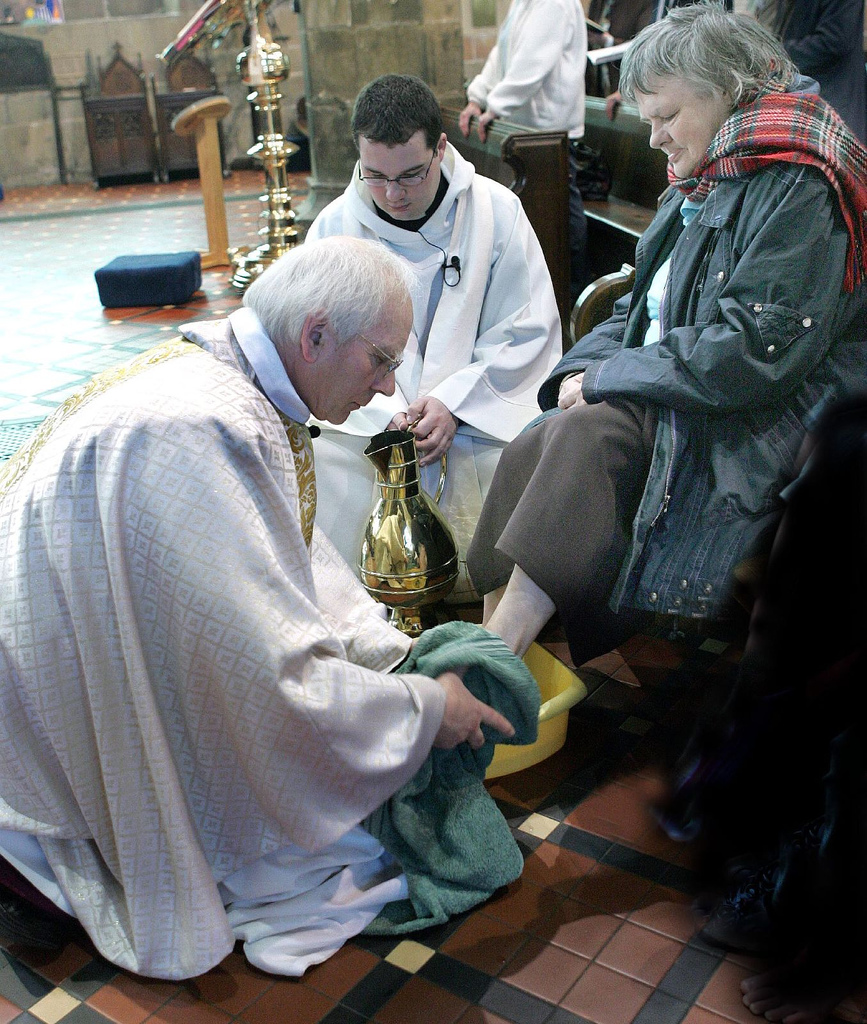
Một giám mục thực hiện nghi thức rửa chân vào ngày Thứ năm Tuần Thánh

Một tuần lễ trước lễ Phục Sinh, được gọi là Tuần Thánh, tính từ ngày Chúa nhật Lễ Lá (hay Chúa nhật Thương Khó) cho đến hết ngày Thứ bảy Tuần Thánh (hay Canh thức Vượt Qua). Trong tuần này, các giáo hội Kitô giáo tưởng nhớ Cuộc thương khó của Giêsu Kitô, cử hành những mầu nhiệm mà Chúa Giêsu đã hoàn tất vào những ngày cuối cùng ở trần gian. Đối với Kitô hữu, mọi cử hành phụng vụ trong tuần này đều nói lên thái độ đau buồn, nhưng với tâm tình biết ơn vì Chúa đã thương trở nên con người để chịu đau khổ và chịu chết cho nhân loại tội lỗi.
Tại nhiều quốc gia Tây Phương, Lễ Phục Sinh bao gồm chủ nhật và thứ hai là ngày nghỉ lễ chính thức. Tại châu Âu, như tại Đức, thêm ngày thứ Sáu Tuần Thánh cũng là ngày nghỉ lễ chính thức, vào ngày này, những nơi vui chơi, rạp hát, tiệm buôn đều đóng cửa để tưởng niệm Cuộc thương khó của Giêsu.
Nhiều Kitô hữu hành hương đến Via Dolorosa tại Thành cổ Jerusalem để thăm lại con đường khổ nạn mà Giêsu đã vác thánh giá đến đồi Sọ.
Tại Việt Nam, ở các giáo xứ có đông giáo dân là người gốc miền Bắc thường có các nghi thức ngắm nguyện 15 sự thương khó của Chúa. Ngoài ra, nhiều giáo xứ còn diễn nguyện lại cuộc khổ nạn của Chúa. Vào ngày Thứ Sáu Tuần Thánh còn có nghi thức hôn chân Chúa.
Vào Chúa Nhật Phục sinh, các giáo hoàng thường chúc phép lành Urbi et Orbi từ ban-công chính của vương cung thánh đường Thánh Phêrô.

### Trứng Phục Sinh và thỏ

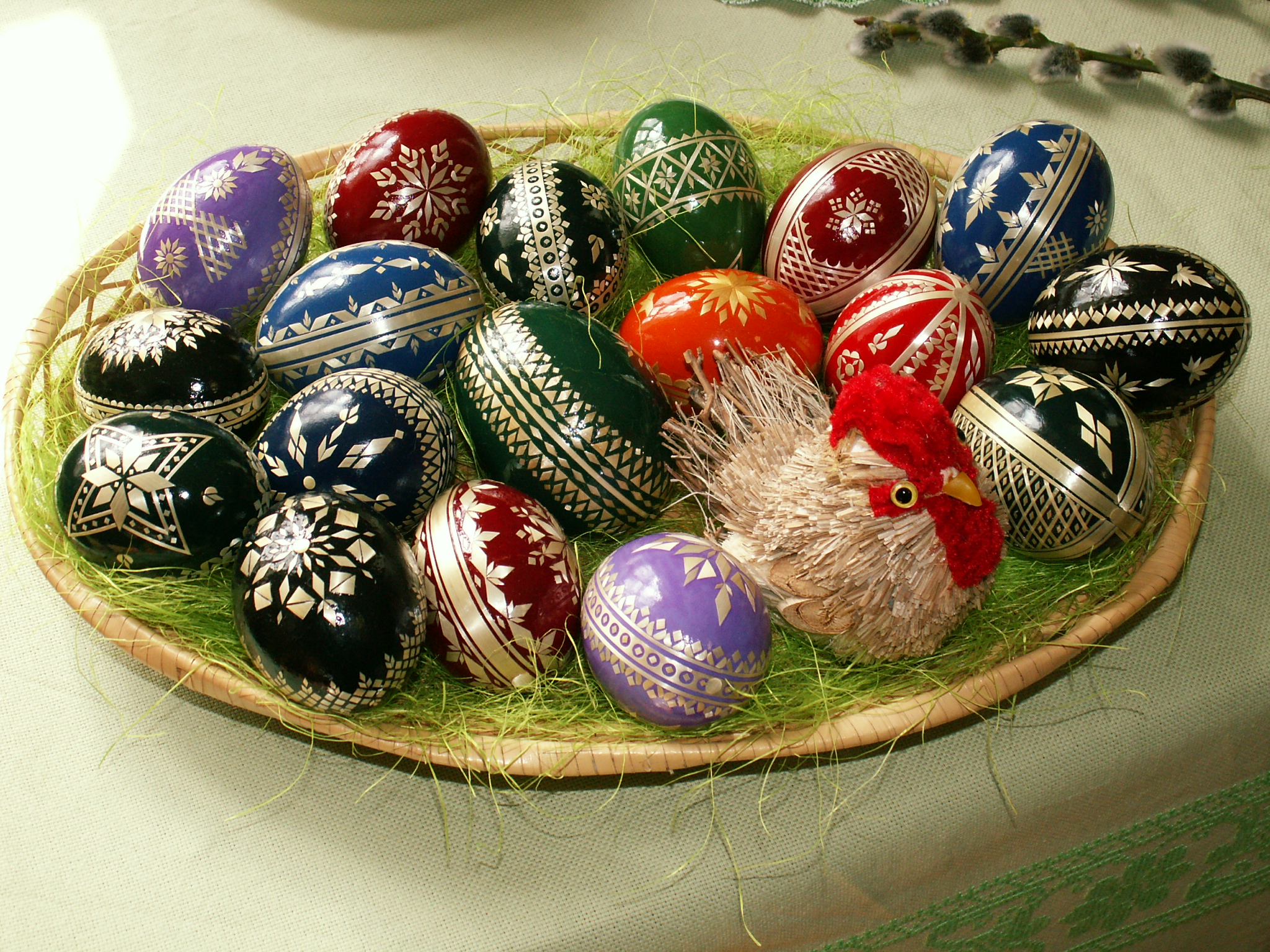
Trứng Phục sinh tại Cộng hòa Séc

Theo một phong tục cổ từ những người Ai Cập, Ba Tư (Perse) vào ngày Xuân phân (21/03), bắt đầu một năm mới, bạn bè thường trao đổi cho nhau các quả trứng có tô điểm màu sắc, vì coi đó như là điều tốt lành, vì từ trứng xuất hiện lên sự sống.
Trứng Phục Sinh (như là Pysanky) chào mừng các ngày lễ Phục Sinh thường được trang trí đặc biệt. Phong tục cổ của quả trứng Phục Sinh có thể đã bắt đầu trong cộng đồng Kitô hữu tại vùng Lưỡng Hà (Iraq, đông Syria, đông nam Thổ Nhĩ Kỳ, và tây nam Iran), trứng được nhuộm đỏ để tưởng niệm máu của Chúa Kitô đã đổ ra lúc bị đóng đinh. Trong các truyền thống sau đó, trứng cũng là một biểu tượng của ngôi mộ trống. Tại Bulgaria, Hy Lạp, Nga, Serbia và Thụy Điển, trứng luộc được sơn màu đỏ như một biểu tượng của cuộc sống mới đã được ban tặng bởi sự hy sinh của Chúa Kitô. Truyền thống lâu đời nhất là sử dụng trứng gà nhuộm, nhưng hiện đại thường là được thay thế bằng trứng làm từ sô cô la hoặc trứng nhựa plastic chứa đầy kẹo.

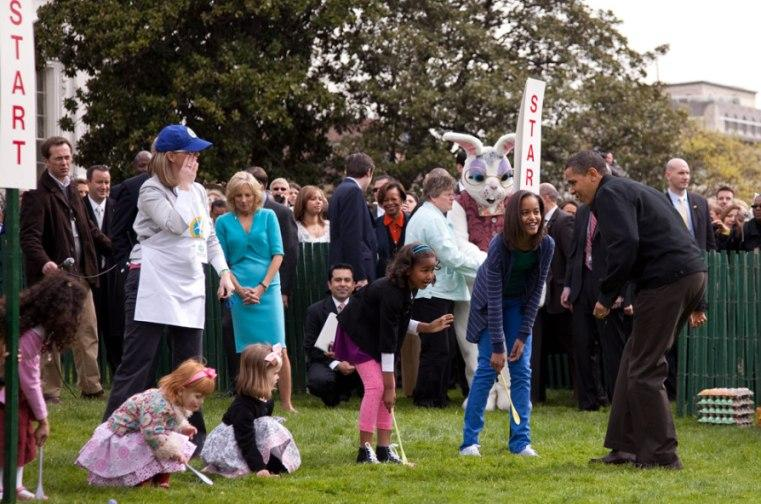
Tổng thống Obama cổ vũ những em nhỏ chơi lăn trứng tại sân cỏ Nhà Trắng năm 2009

Nhiều người Mỹ đã theo truyền thống và tô màu lên trứng luộc chín và tặng những giỏ kẹo. Các Thỏ Phục Sinh là một huyền thoại phổ biến của một nhân vật tặng quà Phục Sinh, tương tự như Santa Claus (ông già Nô-en) trong văn hóa Mỹ. Vào ngày Thứ Hai Phục Sinh, Tổng thống Hoa Kỳ thường tổ chức một cuộc chơi đua lăn trứng Phục sinh (Easter Egg Roll, thường là dùng gậy hay là muỗng dài chuyển trứng, phong tục này đã có trên 400 năm) hàng năm trên bãi cỏ Nhà Trắng cho trẻ nhỏ.

## Văn hóa

### Âm nhạc
- Chúa nay đã phục sinh
- Easter (Bài hát của Asian Kung-Fu Generation)
- Easter (Bài hát của Marillion)
- Hoan ca phục sinh
- Này chị Maria Madalena

### Phim
- Easter
- My Friends Tigger & Pooh: Easter Rabbit

### Kịch
Vở kịch nói "Easter" của nhà viết kịch, tiểu thuyết gia, nhà thơ, nhà tiểu luận, họa sĩ người Thụy Điển August Strindberg